# Камінояма

38°8′59″ пн. ш. 140°16′4″ сх. д. / 38.14972° пн. ш. 140.26778° сх. д.
Каміноя́ма (яп. 上山市, かみのやまし, МФА: [kamʲinojama ɕi̥]) — місто в Японії, в префектурі Ямаґата.

## Короткі відомості
Розташоване в південно-східній частині префектури. На півночі межує із містом Ямаґата. Колишнє призамкове містечко самурайського роду Мацудайра. Відоме в Японії гарячими ваннами на солоних термальних водах Камінояма. Туристичний центр, розташоване близько гарячих джерел Дзао. Місце народження японського поета і психотерапевта Сайто Мокіті. Станом на 1 жовтня 2008 площа міста становила 240,95 км². Станом на 1 січня 2009 населення міста становило 34 683 осіб.